# Charles Louis Just Bryon
Charles Louis Just Bryon est un homme politique français né le 29 janvier 1786 à Salins-les-Bains (Jura) et mort le 29 juillet 1855 à Saint-Hippolyte (Doubs).

## Biographie
Député du Doubs en 1815, pendant les Cent-Jours, il est avocat à Arbois, puis substitut à Lyon en 1819 et avocat général en 1826. Conseiller à la cour d'appel de Paris en 1829, il revient à Lyon comme procureur général en 1837, puis est premier président de la cour d'appel de Riom en 1837, conseiller à la cour de cassation en 1839 et premier président de la cour d'appel de Lyon de 1848 à 1852.

## Pour approfondir